# 米塔格斯科格爾山

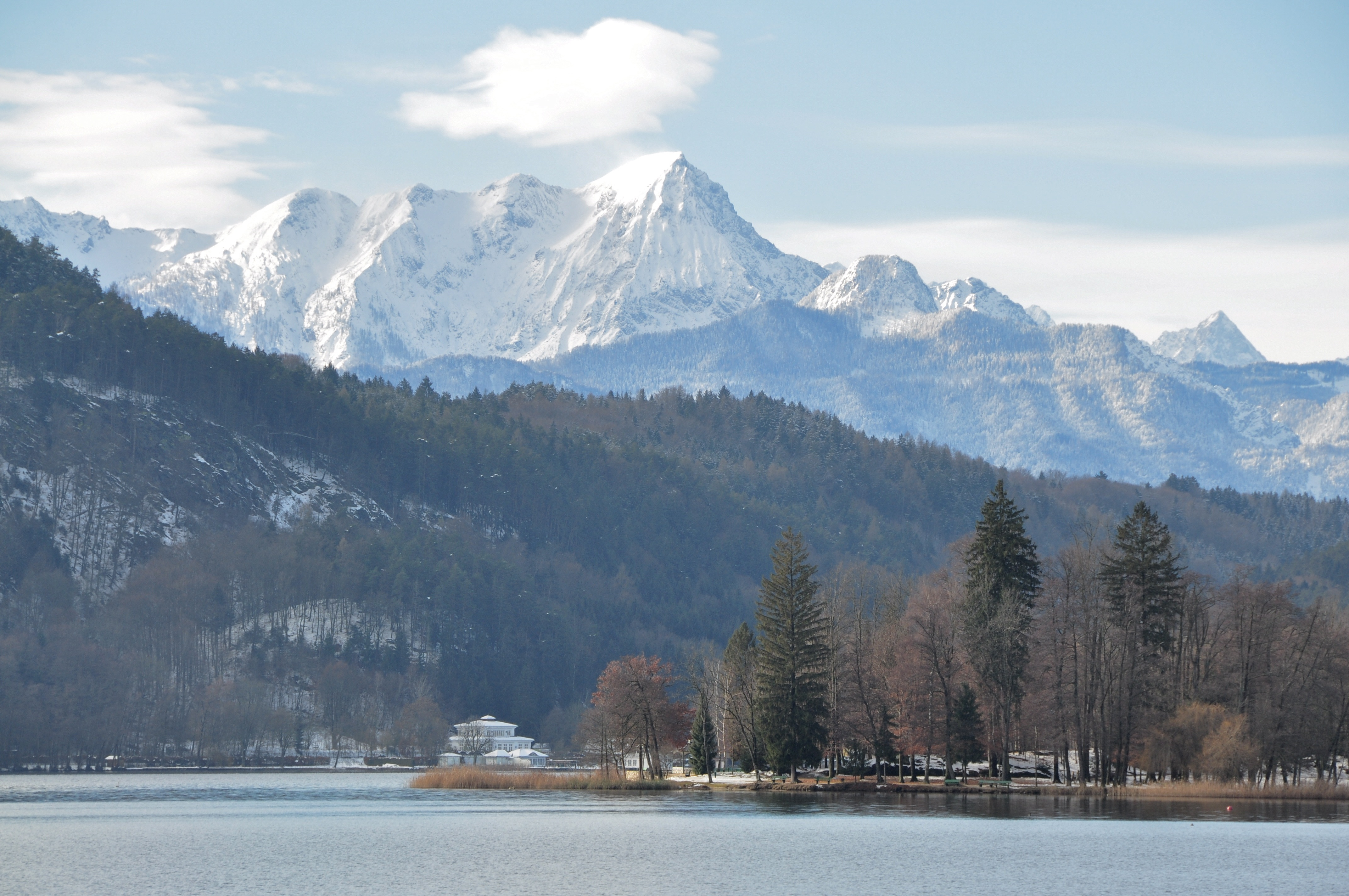

46°30′24″N 13°56′56″E / 46.50667°N 13.94889°E
米塔格斯科格爾山（德語：Mittagskogel），是中歐的山峰，位於斯洛文尼亞和奧地利接壤的邊境，屬於卡拉萬克斯山脈的一部分，海拔高度2,145米，每年平均降雨量2,160毫米。